# Kočine
Kočine (en serbe cyrillique : Кочине) est un village de Serbie situé dans la municipalité de Brus, district de Rasina. Au recensement de 2011, il comptait 94 habitants.

## Démographie
| 1948 | 1953 | 1961 | 1971 | 1981 | 1991 | 2002 | 2011 |
| ---- | ---- | ---- | ---- | ---- | ---- | ---- | ---- |
| 181  | 196  | 184  | 159  | 157  | 115  | 107  | 94   |

|  |